# Berkay Ateş
Berkay Ateş (* 19. Februar 1987 in Istanbul) ist ein türkischer Schauspieler.

## Leben und Karriere
Ateş wurde am 19. Februar 1987 in Istanbul geboren. Seine Mutter stammt aus Malatya und sein Vater kommt aus Ardahan. Er studierte an der Mimar Sinan Üniversitesi. Sein Debüt gab er 2013 in dem Film Yarım Kalan Mucize. 2015 bekam er die Auszeichnung Promising Young Actor Award beim 22. International Adana Film Festival. Anschließend trat er in der Fernsehserie İstanbul Sokakları auf. Außerdem war er in der Serie Anne zu sehen. Von 2018 bis 2020 spielte er in der Serie Çukur mit. Zwischen 2021 und 2022 bekam er in Alev Alev die Hauptrolle.

## Filmografie
Filme
- 2013: Yarım Kalan Mucize
- 2015: Abluka
- 2019: Görülmüştür
- 2023: Karanlık Gece
- 2013: Aşk Ekmek Hayaller

Serien
- 2016: İstanbul Sokakları
- 2016–2017: Anne
- 2018: Gülizar
- 2018–2020: Çukur
- 2020–2021: Alev Alev
- 2020: Alef
- 2021–2022: Sadakatsiz

Sendungen
- 2021–2022: İbrahim Selim ile Bu Gece

## Theater
- 2014–2015: Karabatak
- 2015–2016: Yirmi Beş
- 2015–2016: Bent
- 2016–2017: Kuş Öpücüğü
- 2016–2017: Dünyaya Gözlerimden Bak